# Allianz Cup 2012
L'Allianz Cup 2012 è stato un torneo di tennis facente parte della categoria ITF Women's Circuit nell'ambito dell'ITF Women's Circuit 2012. Il torneo si è giocato a Sofia in Bulgaria dal 10 al 16 settembre 2012 su campi in terra rossa e aveva un montepremi di $25,000.

## Vincitori

### Singolare
Andreea Mitu ha battuto in finale  Sharon Fichman con il punteggio di 6–4, 3–6, 6–3

### Doppio
Katarzyna Piter /  Barbara Sobaszkiewicz hanno battuto in finale  Marina Mel'nikova /  Ioana Raluca Olaru con il punteggio di 7–5, 6–1